# Абдаллах III Дакумуні
Абдаллах (Абдала) III Дакумуні (*д/н —1432) — 7-й маї Борну в 1424—1432 роках.

## Життєпис
Походив з династії Сейфуа, з гілки Ідрісі. Син маї Омара I. 1424 року після смерті брата — маї Дунами IV посів трон.
Невдовзі вступив у конфлікт з кеґаммою (головнокомандувачем) Абдаллахом Діґелмою, який повалив Абдаллаха III, замінивши його стриєчним братом Ібраїмом II. Але через рік кеґамма повалив останнього, повернувши трон Абдаллахові III. Той в подальшому зберігав мирні стосунки, фактично передавши значну частину своєї влади. завдяки цьому вдалося приборкати більшість провінцій та відбити напади кочівників.
1432 року після смерті Абдаллаха Діґелми супротивники маї повалили його, повернувши до влади Ібраїма II.